# Richie Beirach

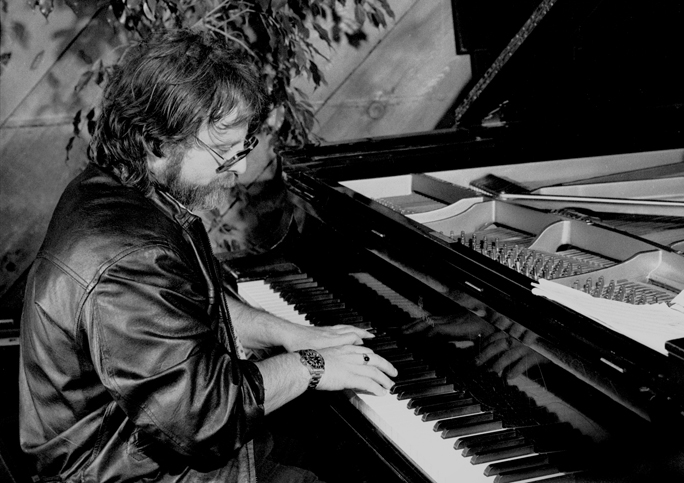
Richie Beirach (1980er Jahre)

Richard Alan Beirach (* 23. Mai 1947 in Brooklyn) ist ein US-amerikanischer Jazzpianist und -komponist.

## Leben und Wirken
Beirach erhielt eine klassische Klavierausbildung bei James Palmieri. 1967 bis 1968 studierte er in Boston am Berklee College of Music bei Margaret Chaloff und Charlie Mariano, daran schloss sich bis 1972 ein Kompositionsstudium bei Ludmila Ulehla an der Manhattan School Of Music in New York an.
Er wurde Mitglied der Band von Stan Getz, gemeinsam mit Dave Holland und Jack DeJohnette. 1973 bis 1976 gehörte er zur Band Lookout Farm von Dave Liebman. 1976 erschien sein erstes Album als Bandleader Eon mit Eliot Zigmund und Frank Tusa, 1977 sein erstes Soloalbum Hubris. Daneben wirkte er als Sideman und auf Tourneen mit John Abercrombie, George Adams, Chet Baker, Jeremy Steig und John Scofield.
Von 1981 bis 1991 gehörte er der 2006 wiederbelebten Band Quest an (mit den Schlagzeugern Billy Hart, später Al Foster, und den Bassisten George Mraz, später Ron McClure), mit der er sechs Alben aufnahm. Daneben arbeitete er weiter solistisch und im Duo mit Dave Liebman. Anfang der 1990er Jahre trat er mit dem Ron McClure Trio, im Trio mit Dave Liebman und Jack DeJohnette sowie als Sideman des Posaunisten Conrad Herwig auf. Seit Mitte der 1990er Jahre arbeitete er überwiegend in zwei Triobesetzungen: mit George Mraz und Billy Hart sowie mit Gregor Hübner und Veit Hübner bzw. George Mraz. Auch mit dem Konstanzer Schlagzeuger Patrick Manzecchi trat er häufig auf. Gemeinsam mit Regina Litvinova und Christian Scheuber bildete er 2016 das New Richie Beirach Trio. 2022 gehörten seinem Trio Tilman Oberbeck und Tobias Frohnhöfer an.
Von 2000 bis 2014 unterrichtete Beirach als Professor Jazzklavier an der Hochschule für Musik in Leipzig.

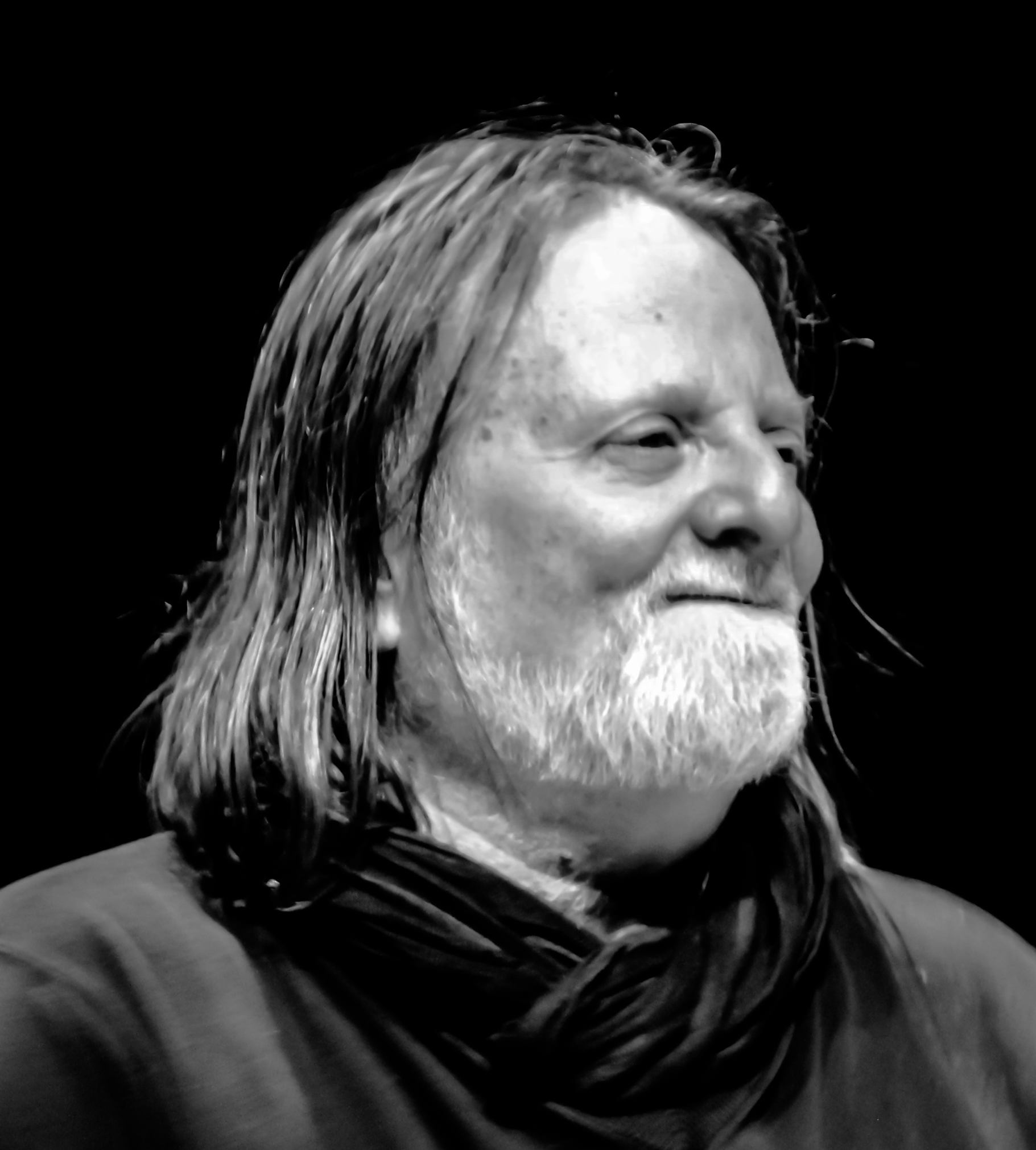
Richie Beirach (2015)

Als Filmkomponist vertonte er Dominik Grafs Spielfilm Fabian oder Der Gang vor die Hunde (2021).
Seit 2015 lebt Beirach (zunächst zusammen mit seinen Trio-Kollegen Christian Scheuber (Schlagzeug) und Regina Litvinova (Piano)) auf einem Gehöft in der pfälzischen Gemeinde Heßheim.

## Diskographische Hinweise
- Richard Beirach / Jeremy Steig Leaving (Storyville, 1976)
- Hubris  (ECM, 1977) solo
- Breathing of Statues (CMP 1983) solo
- Convergence (Triloka, 1990) Duo mit George Coleman
- Too Grand (Steeplechase, 1992) Duo mit Andy LaVerne
- Maybeck Recital Hall Series: Volume 19 (Concord Jazz, 1992) solo
- Round About Bartók (ACT, 1999) mit Gregor Hübner, George Mraz
- Round About Federico Mompou (ACT, 2001) mit Gregor Hübner, George Mraz
- Impressions of Tokyo (Outnote 2011)
- Laurie Antonioli / Richie Beirach Varuna (Origin 2015)
- Witzel/Beirach/Scheuber/Oetz live (Jazzsick Records 2020)
- 2021: Dave Liebman & Richie Beirach: Empathy (Jazzline, 5-CD-Box, rec. 2016–2020)[4]
- 2023: Richie Beirach: Leaving  (A Solo Piano Concert). Jazzline D 77126 (Broken Silence)[5]